# Literaturjahr 1998
Liste der Literaturjahre

◄◄ | ◄ | 1994 | 1995 | 1996 | 1997 | Literaturjahr 1998 | 1999 | 2000 | 2001 | 2002 | ► | ►►

Weitere Ereignisse

## Ereignisse
- 11. Oktober: Martin Walser erhält den Friedenspreis des Deutschen Buchhandels und sorgt mit seiner Rede in der Frankfurter Paulskirche für einen Eklat. Ignatz Bubis wirft Walser geistige Brandstiftung vor. Die Antisemitismusdebatte hält die Republik noch Wochen nach Walsers Rede in Atem.
- Kanada: Mit dem Danuta Gleed Literary Award wird erstmals jeweils die erste Kurzgeschichtensammlung geehrt, die ein kanadischer Schriftsteller auf Englisch veröffentlicht hat. Die Ehrung wird jährlich durch die Writers' Union of Canada, die kanadische Schriftstellervereinigung, vergeben und wurde durch John Gleed begründet, der mit dieser Stiftung das Andenken seiner zweiten Frau, der kanadischen Schriftstellerin Danuta Gleed sowie ihrer favorisierten Literaturgattung aufrechterhalten wollte. Dabei fließen die Erlöse von Danuta Gleeds eigener Kurzgeschichtensammlung One for the Chosen, die posthum 1997 bei BuschekBooks erschien, weiterhin in den Auszeichnungsfond.
- Der Kinderbuch- und Theaterautor Paul Maar stiftet auf eine Dauer von zehn Jahren das Stipendium Paul Maar zur Förderung von Nachwuchsautoren des Kinder- und Jugendtheaters.

## Literaturpreise
- Literaturnobelpreis: José Saramago

- Nebula Award

- Joe Haldeman, Forever Peace, Der ewige Friede, Kategorie: Bester Roman
- Sheila Finch, Reading the Bones, Kategorie: Bester Kurzroman
- Jane Yolen, Lost Girls, Kategorie: Beste Erzählung
- Bruce Holland Rogers, Thirteen Ways to Water, Kategorie: Beste Kurzgeschichte

- Hugo Award

- Joe Haldeman, Forever Peace, Der ewige Friede, Kategorie: Bester Roman
- Allen Steele, …Where Angels Fear to Tread, Kategorie: Bester Kurzroman
- Bill Johnson, We Will Drink a Fish Together…, Kategorie: Beste Erzählung
- Mike Resnick, The 43 Antarean Dynasties, Kategorie: Beste Kurzgeschichte

- Locus Award

- Dan Simmons, The Rise of Endymion, Endymion – Die Auferstehung, Kategorie: Bester SF-Roman
- Tim Powers, Earthquake Weather, 2-teilig: Dionysos erwacht und Der Fischerkönig, Kategorie: Bester Fantasy-Roman
- Ian R. MacLeod, The Great Wheel, Kategorie: Bester Erstlingsroman
- Allen Steele, …Where Angels Fear to Tread, Kategorie: Bester Kurzroman
- Connie Willis, Newsletter, Kategorie: Beste Erzählung
- James Patrick Kelly, Itsy Bitsy Spider, Kategorie: Beste Kurzgeschichte
- Harlan Ellison, Slippage, Kategorie: Beste Sammlung
- Gardner Dozois, The Year's Best Science Fiction: Fourteenth Annual Collection, Kategorie: Beste Anthologie

- Kurd-Laßwitz-Preis

- Malte S. Sembten, Blind Date, Kategorie: Beste Kurzgeschichte/Erzählung
- Iain M. Banks, Die Spur der toten Sonne, Kategorie: Bestes ausländisches Werk
- Irene Bonhorst, Kategorie: Bester Übersetzer
- Hermann Urbanek für seine Literatur-News in den ANDROMEDA NACHRICHTEN, im Jahrbuch Das Science Fiction Jahr und anderen Publikationen, Sonderpreis

- Philip K. Dick Award

- Geoff Ryman, 253: The Print Remix, 253 – Der U-Bahn-Roman

- Booker Prize: Ian McEwan für Amsterdam
- Georg-Büchner-Preis: Elfriede Jelinek
- Friedenspreis des Deutschen Buchhandels: Martin Walser
- Ingeborg-Bachmann-Preis: Sibylle Lewitscharoff, Pong
- Prix Goncourt: Paule Constant für Confidence pour confidence
- Arthur Ellis Award: William Deverell für Trial of Passion
- Danuta Gleed Literary Award: Curtis Gillespie, The Progress of an Object in Motion
- Floyd S. Chalmers Award in Ontario History: Margaret June Hillyard Little, ‘No Car, No Radio, No Liquor Permit’ - The Moral Regulation of Single Mothers in Ontario
- Journey Prize: John Brooke, The Finer Points of Apples
- Dorothy Livesay Poetry Prize: Patricia Young, What I Remember from My Time on Earth
- Ethel Wilson Fiction Prize: Marilyn Bowering, Visible Worlds
- Hammett Prize: William Deverell für Trial of Passion
- Trillium Book Award: André Alexis, Childhood und Alice Munro, The Love of a Good Woman; Daniel Poliquin, L'homme de paille und Stefan Psenak, Du chaos et de l'ordre des choses
- Derrick Murdoch Award: Eric Wright

## Neuerscheinungen
- 10:9 für Stroh – Eckhard Henscheid
- About a Boy – Nick Hornby
- Agnes – Peter Stamm
- Allerseelen – Cees Nooteboom
- Amerikanisches Idyll – Philip Roth
- Amsterdam – Ian McEwan
- Animorphs (Start des Romanzyklus auf Deutsch) – Katherine Alice Applegate
- Aurora – Robert Harris
- Ausgeliefert – Lee Child
- Bad Habits! – Babette Cole
- Bel Tempo – Bora Ćosić
- Bevor Max kam – Michael Köhlmeier
- Bis ans Ende aller Tage – Jodi Picoult
- Dinosaurier von Tendaguru – tansanisches Jugend-Lehrbuch
- Dora Bruder – Patrick Modiano
- Double. Ein Bericht – Daniel de Roulet
- Die Ebbe – Robert Louis Stevenson (deutschsprachige Fassung)
- Die einzige Weltmacht: Amerikas Strategie der Vorherrschaft – Zbigniew Brzeziński
- Elementarteilchen – Michel Houellebecq
- Erinnerungen einer alten Wienerin
- Der Ernstfall oder Fang an zu leben! – Wendy Orr
- Die Fälschung der Welt – William Gaddis
- Feuergesicht (UA) – Marius von Mayenburg
- Ein Fischer des Binnenmeeres – Ursula K. Le Guin
- Flieh, mein Freund! – Ralf Rothmann
- Die Frau des Piloten – Anita Shreve
- Der Fünfte Berg – Paulo Coelho
- Der geköpfte Hahn – Eginald Schlattner
- Gesäubert – Sarah Kane
- Harry Potter und der Stein der Weisen – J. K. Rowling
- Harry Potter and the Chamber of Secrets – J. K. Rowling
- Die Herren der Zäune – Magnus Mills
- Im Bann des Voodoo – André Minninger
- Ins Offene – Karl-Heinz Ott
- Inversionen – Iain M. Banks
- Der Junge, der im Schnee schlief – Henning Mankell
- Kampf der Kulturen – Samuel P. Huntington
- Die Karten des Bösen – André Minninger
- Die Kolonie der unerfüllten Träume – Wayne Johnston
- Komm, süßer Tod – Wolf Haas
- Koppstoff – Feridun Zaimoglu
- Der letzte Coyote – Michael Connelly
- Löcher. Die Geheimnisse von Green Lake – Louis Sachar
- Loop – The Ring III – Kōji Suzuki
- Die Luftgängerin – Robert Schneider
- Luminous – Greg Egan
- Das Magazin – Hellmuth Karasek
- The Magic Pocket – Mado Michio
- Mein Mann, der Kommunist – Philip Roth
- Mister Aufziehvogel – Haruki Murakami
- Mistlers Abschied – Louis Begley
- Die Mitte der Welt – Andreas Steinhöfel
- Mythos Weimar – Peter Merseburger
- Opernroman – Petra Morsbach
- Pargfrider – Stefan Heym
- The Path of Daggers – Robert Jordan
- Der Poet – Michael Connelly
- Riptide – Douglas Preston / Lincoln Child
- Der russische Geliebte – Maria Nurowska
- Sara – Stephen King
- Der Schachspieler – Friedrich Dürrenmatt (postum)
- Schattenkinder – Margaret Peterson Haddix
- Der Seeleningenieur – Josef Škvorecký
- Soloalbum – Benjamin von Stuckrad-Barre
- Sommerhaus, später – Judith Hermann
- Ein Spiel und ein Zeitvertreib – James Salter
- Ein springender Brunnen – Martin Walser
- Sternwanderer – Neil Gaiman
- Thetis. Anderswelt – Alban Nikolai Herbst
- Tod am heiligen Berg – Tony Hillerman
- Veronika beschließt zu sterben – Paulo Coelho
- Der Verrat – John Grisham
- Von der Hand in den Mund (mit Squeeze Play) – Paul Auster
- Who Moved My Cheese? – Spencer Johnson
- Witwe für ein Jahr – John Irving
- Zeit der Nordwanderung – At-Tayyib Salih

## Geboren
- April: Lea-Lina Oppermann, deutsche Schriftstellerin

## Gestorben
- 12. Januar: Libuše Moníková
- 08. Februar: Halldór Laxness
- 15. Februar: Martha Gellhorn
- 17. Februar: Ernst Jünger
- 04. März: Ossip K. Flechtheim
- 17. März: Alain Bosquet
- 11. April: Francis Durbridge
- 19. April: Octavio Paz
- 27. April: Carlos Castaneda
- 01. Mai: Eldridge Cleaver
- 12. Mai: Hermann Lenz
- 28. Juli: Zbigniew Herbert
- 13. August: Julien Green
- 16. August: Dorothy West
- 20. Oktober: Franz Tumler
- 22. Oktober: Eric Ambler
- 28. Oktober: Ted Hughes
- 06. November: Niklas Luhmann
- 25. November: Nelson Goodman
- 16. Dezember: William Gaddis
- 17. Dezember: Henriette Beese